# Василевка (Гордеевский район)
Василёвка — упразднённая в 2015 году деревня в Гордеевском районе Брянской области, в составе Гордеевского сельского поселения. Располагалась в 8 км к юго-западу от Гордеевки, в 2 км к юго-западу от села Великий Бор. Постоянное население с 2008 года отсутствовало.

## История
Упоминается с XIX века (также называлась Васильевка, Нововасильевка, Автуховка); с 1861 по 1929 годы в Гордеевской волости Суражского (с 1921 — Клинцовского) уезда; позднее в Гордеевском районе, а в период его временного расформирования (1963—1985) — в Клинцовском районе. До 1960 года входила в Великоборский сельсовет, в 1960—1966 в Заводо-Корецком сельсовете.
Упразднена законом Брянской области от 28 сентября 2015 года № 74-З в связи с фактическим отсутствием жителей.
| Годы      | 1859 | 1892 | 1901 | 1926 | 1979 | 1989 | 2002 | 2010 |
| --------- | ---- | ---- | ---- | ---- | ---- | ---- | ---- | ---- |
| Население | 223  | 283  | 325  | 133  | 71   | 32   | 15   | 0    |